# 므루날 타쿠르
므루날 타쿠르(히브리어: मृणाल ठाकुर, 영어: Mrunal Thakur, 1992년 8월 1일 ~ )는 인도의 배우이다.